# Tenthredo scrophulariae
Tenthredo scrophulariae är en stekelart som beskrevs av Carl von Linné 1758. Tenthredo scrophulariae ingår i släktet Tenthredo, och familjen bladsteklar. Arten är reproducerande i Sverige.

## Bildgalleri

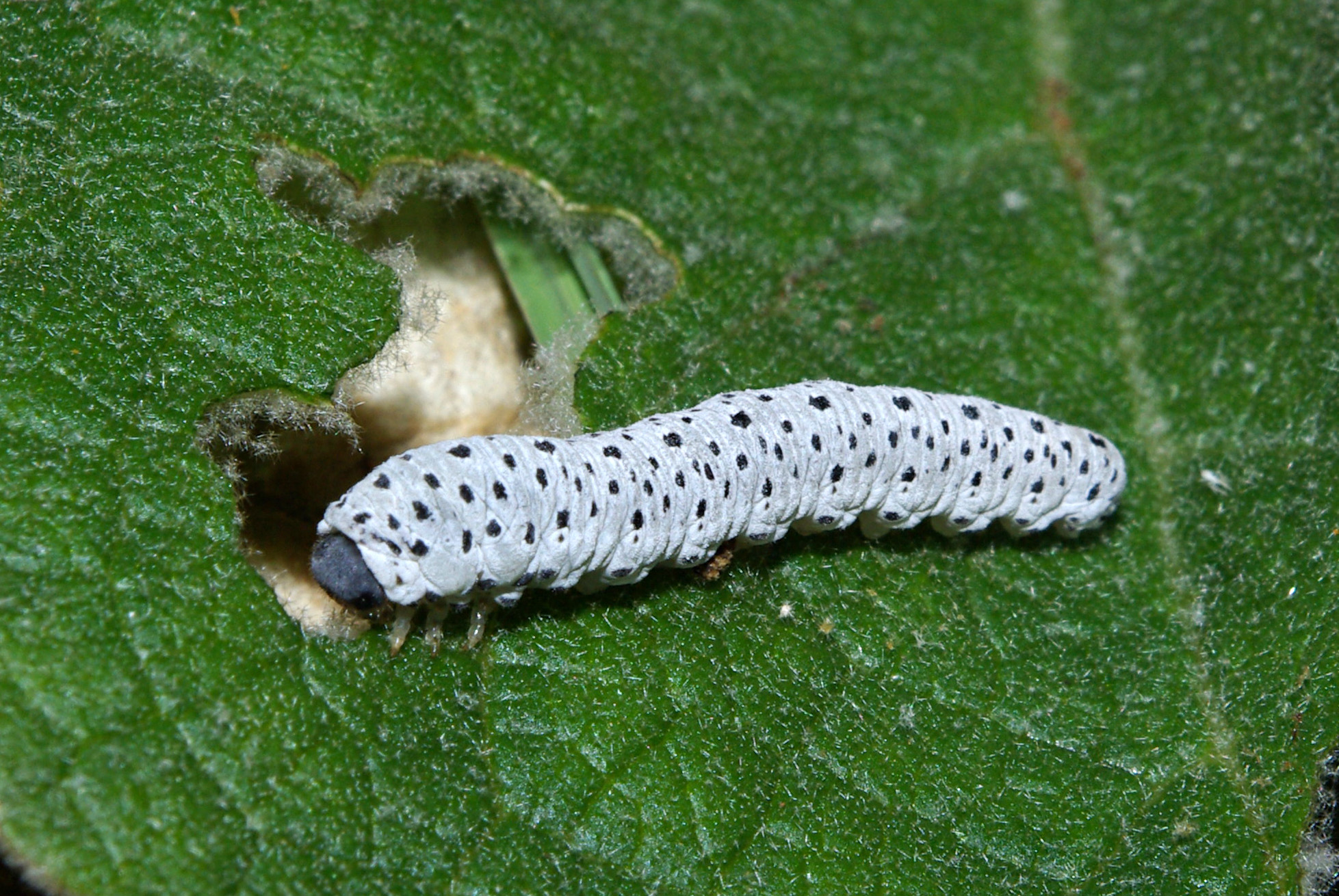
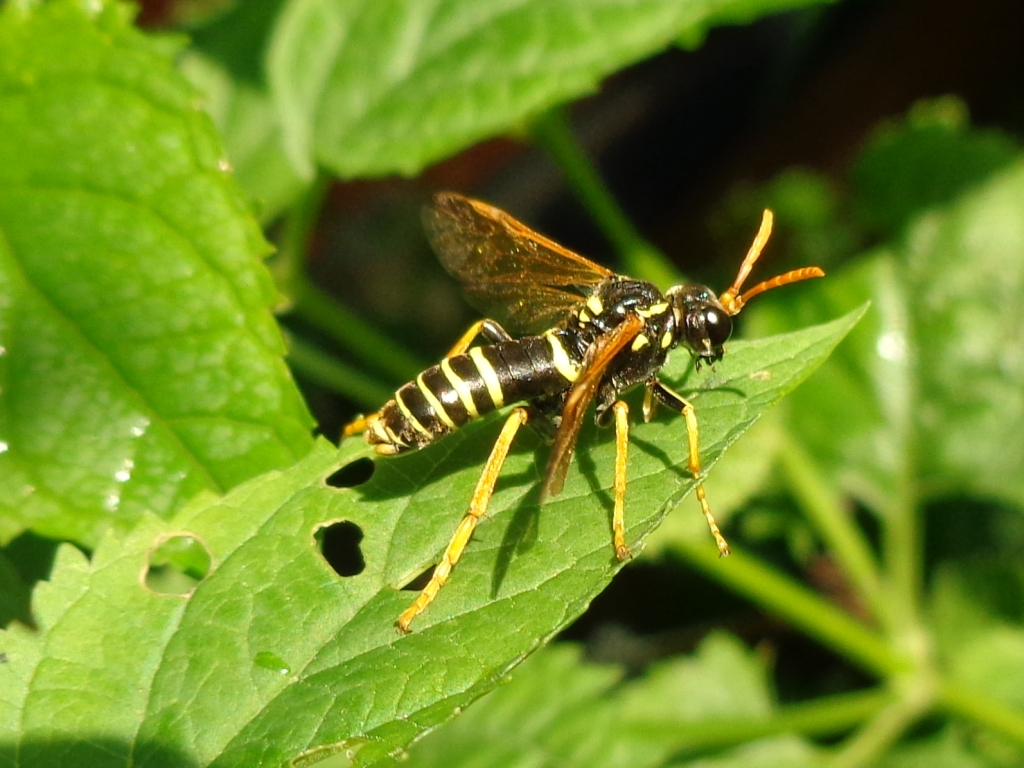
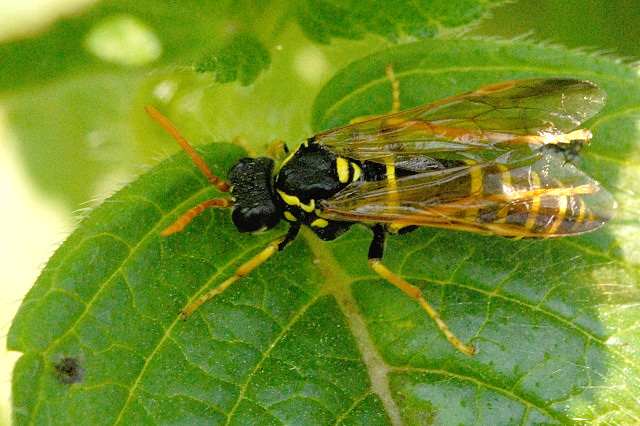
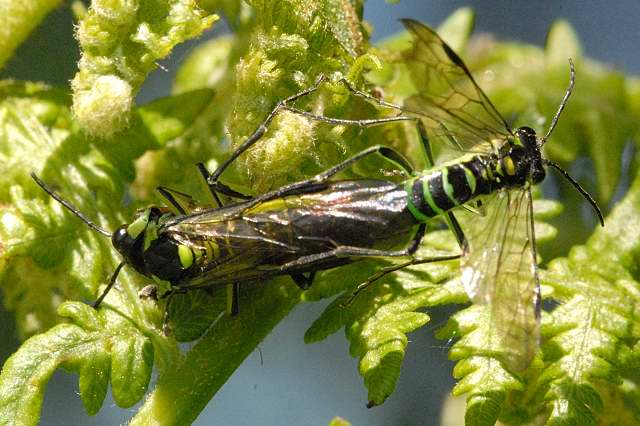
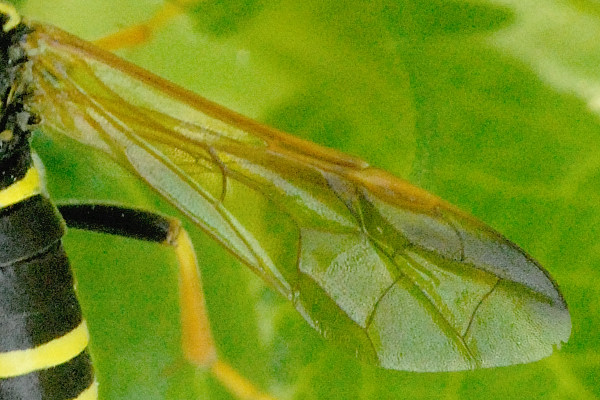